# Jaroslav Brož (Radsportler)
Jaroslav Brož (* 1906; † unbekannt) war ein tschechoslowakischer Radrennfahrer und nationaler Meister im Radsport.

## Sportliche Laufbahn
Brož war Bahnradsportler. Er war Teilnehmer der Olympischen Sommerspiele 1924 in Paris. Im Sprint schied er in der Vorrunde aus. In der Mannschaftsverfolgung kam der Vierer mit Jaroslav Brož, Oldřich Červinka, Miloš Knobloch und Karel Pechan auf den 7. Rang. Im Punktefahren schied er aus. 1924 gewann er die nationale Meisterschaft im Sprint.